# Władysław Raczkiewicz

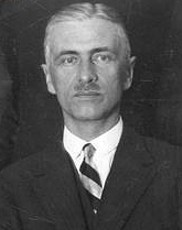
Władysław Raczkiewicz

Władysław Raczkiewicz (Koetaisi, 28 januari 1885 – Ruthin, 6 juni 1947) was een Poolse politicus en de eerste president van de Poolse regering in ballingschap van 1939 tot zijn dood in 1947. Tot 1945 was hij het internationaal erkende Poolse staatshoofd, en de Poolse regering in ballingschap werd erkend als voortzetting van de Poolse regering van 1939.

## Leven en carrière
Hij werd geboren in Georgië, als de zoon van een rechter, in die tijd evenals Polen een deel van het Russische Rijk. Hij studeerde in Sint-Petersburg, waar hij toetrad tot de Poolse Organisatie van de Jeugd. Na zijn afstuderen aan de faculteit der rechtsgeleerdheid van de Universiteit van Dorpat werkte hij als advocaat in Minsk. Bij het uitbreken van de Eerste Wereldoorlog diende hij in het Russische leger, maar na de Russische Revolutie sloot hij zich aan bij de voorstanders van de Poolse onafhankelijkheid. Hij diende onder Józef Piłsudski, die een leger oprichtte dat uiteindelijk Polen onafhankelijk zou maken.
Toen Polen in 1939 werd binnengevallen door het Duitse leger week hij uit naar Angers, waar de Poolse regering in ballingschap werd opgericht. Raczkiewicz werd president. Hij woonde in het nabijgelegen Château de Pignerolle vanaf 2 december 1939 tot 10 juni 1940, toen hij naar Londen vluchtte. Hier ontmoette hij Koningin Wilhelmina.
In februari 1945 hielden Jozef Stalin, Winston Churchill en Franklin D. Roosevelt de Conferentie van Jalta. De toekomst van Polen was een van de belangrijkste onderwerpen op de agenda. Stalin beweerde dat alleen een sterke, pro-Russische regering in Polen in staat zou zijn om de veiligheid van de Sovjet-Unie te garanderen. Als resultaat van de conferentie kwamen de geallieerden overeen om hun erkenning van de Poolse regering in ballingschap in te trekken, na de vorming van een nieuwe regering op Pools grondgebied.
Raczkiewicz stierf in ballingschap in 1947, in het Welshe stadje Ruthin. Hij werd begraven op het kerkhof van Newark on Trent in Engeland.
- Bibliothèque nationale de France: cb14548148m (data)
- Gemeinsame Normdatei: 129384526
- International Standard Name Identifier: 0000 0001 0882 781X
- Library of Congress Control Number: n2003050596
- Nationale Bibliotheek van Tsjechië: js2005303648
- Nationale Bibliotheek van Israël: 987007568445905171
- Nationale Bibliotheek van Polen: a0000001645828
- Réseau des bibliothèques de Suisse occidentale: 02-A006135701
- SNAC: w6891x56
- Système universitaire de documentation: 094226407
- Virtual International Authority File: 28148790
- WorldCat: E39PBJvhq8y7w3kmW3rBttv4MP